# Eriogonum thomasii
Eriogonum thomasii är en slideväxtart som beskrevs av John Torrey. Eriogonum thomasii ingår i släktet Eriogonum och familjen slideväxter. Inga underarter finns listade i Catalogue of Life.